# Осада Варшавы (1831)
Осада Варшавы (19 августа — 8 сентября 1831) — решающее сражение польского восстания 1830—1831 годов. Закончилось взятием русскими войсками польской столицы Варшавы и капитуляцией повстанцев.

## Предыстория
В 1830 году в Европе произошла серия революций: Июльская революция во Франции, Бельгийская революция и более мелкие восстания в Италии угрожали свергнуть рамки европейской политики, установленные на Венском конгрессе. Поскольку русские цари как участники Священного союза были одними из самых решительных сторонников этого статус-кво, начавшееся в ноябре восстание в Польше и свержение царя сеймом и Сенатом Польши 25 января 1831 года считались серьёзным раздражителем. Россия не могла послать свои армии в Бельгию или Францию до подавления восстания в Польше, из-за чего захват Варшавы был главной целью в подавлении восстания с самого начала боевых действий.
В ходе восстания российская армия дважды безуспешно пыталась захватить столицу Польши. Сначала в феврале 1831 года войска под командованием фельдмаршала Ивана Дибича штурмовали восточный пригород Прагу. После кровопролитной битвы под Гроховом польская армия успешно отошла к Варшаве.
Не имея возможности захватить Варшаву лобовым штурмом, Дибич решил обойти город с фланга и войти с запада. В начале 1831 года его войска пошли вверх по течению Вислы, где должны были форсировать реку и направиться обратно на север в сторону Варшавы. Новый план был сорван поляками в трёх последовательных сражениях под Вавером, Дембе-Вельке и Игане. Русские отошли в сторону Седльце, где фон Дибич заболел и умер от холеры. Та же самая вспышка холеры убила находившихся на границе Пруссии и Польши прусских генералов Карла фон Клаузевица и Августа Нейдхардта фон Гнейзенау.
Преемник фон Дибича на посту главнокомандующего русскими войсками в Польше граф Иван Паскевич решил дождаться разгрома восставших на других фронтах, прежде чем возобновить поход на Варшаву. В июне 1831 года атака генерала Антония Гилгуда на Вильно провалилась, чтобы избежать полного уничтожения его корпус был вынужден перейти границу с Пруссией. Лишь небольшому отряду под командованием генерала Генриха Дембинского удалось воссоединиться с основными силами. Это обеспечило безопасность северного фланга Паскевича и позволило разработать новый план атаки. Вместо того, чтобы напрямую атаковать город и рискнуть ещё одним поражением, он намеревался окружить Варшаву и отрезать её от контролируемых мятежниками территорий, после чего подчинить город.
С 17 по 21 июля 1831 года Паскевич со своими главными силами форсировал Вислу возле Осека и двинулся в сторону Варшавы через Гомбин и Лович. Тем временем к городу были направлены русские силы с других театров военных действий. Корпус генерала Григория Розена (12 тыс. человек и 34 орудия) почти без сопротивления прошел от Брест-Литовска и 10 августа достиг Праги. Корпус генерала [[Ридигер, 7 августа корпус Фёдора Ридигера (12 тыс. человек и 42 орудия) форсировал Верхнюю Вислу у Юзефува и захватил Радом.
Новый главнокомандующий польским войском Ян Скржинецкий также не решался на крупное сражение, взамен приказав укрепить город и позволив противнику беспрепятственно переправиться через Вислу. По его мнению, войну можно было выиграть только дипломатическим путем через вмешательство Великобритании, Австрии и Франции. Если они потерпят неудачу, то Варшава по крайней мере несколько недель выдержит осаду, после чего нетронутая основная часть польской армии вступит в решающую битву против русских, которые к тому времени будут отрезаны от её тыла по Висле. 10 августа 1831 года Скржинецкий был вынужден уйти в отставку, и его заменил военный губернатор Варшавы Дембинский.

## Прелюдия

### Поле боя
В конце XVIII — начале XIX веков Варшава быстро росла. Поскольку Польша переживала период смуты и постоянных опустошительных войн, ей не хватало современных постоянных укреплений. Чтобы компенсировать это, по обе стороны Вислы были построены три линии земляных валов, бастионов и частоколов. Имевшие высоту в несколько метров и построенные в основном из песка и глины земляные валы были укреплены габионами и окружены сухим рвом, частоколом и линией волчьих ям.
Внутренняя, третья линия проходила примерно вдоль бывшего Любомирского вала, снесенного всего пару лет назад. Это была непрерывная линия земляных валов высотой 3 метра, укрепленная многочисленными фортами и укрепленными домами. Окружавшие Варшаву укрепления в 1831 году идентифицируются в польской историографии либо только по номерам, либо по номерам и типу («Редут № 56», «Лунет № 71», «Санец № 66» и т. д), для простоты в этой статье все укрепления названы фортами и указан их номер.
Вторая линия защиты состояла из фортов от 400 до 600 метров перед внутренней линией защиты. Самые сильные форты крепости вдоль дороги в сторону Калиша (примерно соответствовали современным улицам Полчиньской и Вольской).
Первая, внешняя линия защиты состояла из более мелких крепостей и валов, проходящих вдоль полукруглой линии от Szopy, через Ракоуэя, Вола и Парысув до берегов Вислы. Укрепленные форпосты внешней линии составляли от 1,5 до 3 километров перед третьей линией и должны были противостоять первоначальным атакам и разделить атакующие силы на более мелкие группы. Было пять больших крупных укреплений:
- Дворец Круликарня (крепости 44 и 45)
- Раковец (крепости 48 — 53)
- Воля (крепость 56)
- Парысув (крепости 61 и 62)
- Мэримонт (крепости 66)

Пространство между крупными укреплениями было перекрыто серией более мелких реданов (крепостей шевронной формы) и барканов (трапециевидной). Самым сильным укреплением внешней линии обороны был построенный вокруг церкви Святого Лаврентия форт 56 в пригороде Воля. Его поддерживал люнет 57 -го форта спереди и 54 и 55 форты к югу от него. Штаб находился в форте 73 между Раковцем и Иерусалимскими воротами.
Польский штаб решил разместить внешнюю линию обороны вдалеке от густонаселенных районов по той причине, что в 1830-е годы более половины (53 %) из 3148 домов в Варшаве были деревянными, и пожар мог легко уничтожить город. На случай прорыва всех трех линий обороны центр города также был укреплен 30 баррикадами, прорезанными в стенах нескольких зданий амбразурами, и спрятанными под крупными перекрестками улиц минами.

### Силы сторон

#### Российская армия
К 20 августа 1831 года Варшава была почти полностью окружена. Под командованием Паскевича было 54 — 55 тыс. солдат и 324 артиллерийских орудия, ещё 7 тыс. солдат и 20 орудий охраняли переправы через реки. 2-й корпус под командованием генерала Киприана фон Крейца (21 тыс. солдат, 90 орудий) направлялся к городу из Осика, в то время как корпус фон Рюдигера был скован у Радома борьбой с крупным корпусом генерала Самуэля Ружицкого.
К 5 сентября 1831 года основная российская армия достигла 78,5 тыс. солдат, включая 2 тыс. сапёров, 54 тыс. пехоты и 17,2 тыс. кавалерии. Российская артиллерия имела 382 орудия и 8 мортир, которые обслуживали 7,3 тыс. человек (по другим данным — 362 или 438 единицы) Армия была разделена на следующие части:
- I пехотный корпус (генерал Пётр Пален) — 11,3 тыс. пехоты, 424 кавалерии, 66 пушек и 4 мортиры
  - Кавалерийская дивизия (генерал-лейтенант Степан Хилков) — 2,7 тыс. кавалерии, 847 казаков, 10 пушек
- II пехотный корпус (генерал Киприан Крейц) — 11,2 тыс. пехоты, 1,11 кавалерии, 68 пушек и 4 мортир
  - Кавалерийская дивизия (генерал Григорий Ностиц) — 2,1 тыс. кавалерии, 16 пушек
  - Пехотная дивизия (генерал Николай Муравьёв) — 3,1 тыс. пехоты, 16 пушек
- Российская императорская гвардия (в резерве, великий князь Михаил Павлович) — 15,7 тыс. пехоты, 56 пушек
  - Гренадерский корпус (генерал Иван Шаховской) — 11 тыс. пехоты, 40 пушек
  - Кавалерийский корпус (генерал Иван де Витт) — 8,5 тыс. кавалерии, 40 пушек
  - артиллерийский резерв — 60 пушек
- 2-й лёгкая дивизия (генерал Карл Густавович Штрандман) — 1,4 тыс. пехоты, 484 кавалерии, 875 казаков и 6 пушек

Русская армия из-за своего размера не могла прокормиться конфискованным на захваченных землях продовольствием, и зависела от поставок из России напрямую через территорию Польши, либо через теоретически нейтральную Пруссию. Эпидемия холеры, занесенная в Польшу и Восточную Пруссию русскими солдатами, вынудила прусские власти закрыть границы для российских обозов. Чтобы избежать голодной смерти своей армии, Паскевич приказал построить два постоянных моста через Вислу — в Горе и Подгуже (к началу штурма было завершено его строительство).

#### Польская армия
В начале сентября вся польская армия имела 62 тыс. человек.
Гарнизон Варшавы состоял из 31,1 тыс. пехотинцев и 3,8 тыс. всадников  и был разделён на следующие подразделения:
- I корпус (генерал Ян Уминский) — 18,1 тыс. пехотыy, 1,4 тыс. кавалерии, 34 пушек
- Резервный корпус (генерал Генрих Дембинский) — 11,5 тыс. пехоты, 1,7 тыс. кавалерии, 12 пушек
- Гарнизон Варшавы и Праги — 1,361 тыс. пехоты, 524 кавалерии

Артиллерия имела 228 орудий всех типов и 21 батарей ракет Конгрива, которые обслуживали 4554 солдата и 200 национальных гвардейцев.
Из-за недостатка людей некоторые крепости пришлось бросить: по оценкам инженерного комитета для полного укомплектования укреплений Варшавы требовалось не менее 60 тыс. солдат. Также было 15 тыс. готовых к борьбе членов стражи безопасности (Straż Bezpieczeństwa), национальной гвардии и еврейской городской гвардии (Gwardia Miejska Starozakonna), но армия отказалась дать им оружия из-за опасения утратить контроль над городскими низами.
В Варшаве проживало 175 тыс. горожан и беженцев, запасы продовольствия были малы. Запасы боеприпасов были превосходными, «позволяя Войску Польскому провести не одно, а три крупных сражения». Только в Варшавском арсенале хранилось 3 млн патронов и 60 тыс. ядер.
С 16 мая по 20 августа поразившая столицу эпидемия холеры поразила 4734 человека, умерло 2524 человека. 15 августа в ходе беспорядков было убито от 36 до 60 человек, которых подозревали в измене и шпионаже.

#### Экипировка и мораль
Стандартной винтовкой был кремневый мушкет образца 1808 года (копия шарлевильского мушкета) и его модификация — мушкет образца 1826 года с эффективной дальностью стрельбы не более 250 м. Некоторые подразделения польской пехоты все ещё были вооружены охотничьими ружьями или боевыми косами, но, вопреки распространенному заблуждению, косиньеры составляли лишь незначительное меньшинство польских войск. Артиллерия, использовавшаяся обеими сторонами, состояла в основном из шестифунтовых и двенадцатифунтовых «единорогов»; более тяжелая артиллерия включала двадцатифунтовые («полупудовые») и 10-фунтовые («четвертьпудовые») пушки. Помимо российской артиллерии, обе стороны в меньшей степени использовали иностранные пушки.
Польская армия в основном состояла из добровольцев и была организована в соответствии с моделью наполеоновской армией, что означало отсутствие телесных наказаний, а солдаты были очень мотивированы. Высокий моральный дух в первые месяцы восстания давно исчез в первые дни сентября из-за многочисленных поражений, полупобед и отступлений в сочетании с нерешимостью высокого командования и частыми изменениями в структуре (с 12 до 20 августа пост главнокомандующего занимали четыре разных человека). Кроме того, большинству генералов в Варшаве не хватало веры в установленных более либерально настроенными членами Сейма целями восстания, и вместо этого «только выполняли свою работу», надеясь, что статус-кво вернется, как только царь был вынужден поддерживать свои обещания. Поддерживавшие продолжение боевых действий Ян Непомуцен Уминьский, Хенрик Дембиньский, Юзеф Бем и Казимеж Малаховский находились у власти в начале сентября, но они численно уступали готовым подписать перемирие даже против воли Сейма генералам.
Моральный дух российских войск был чрезвычайно высоким. Русские командиры имели богатый опыт ведения осадных операций; Сам Паскевич за свою карьеру захватил как минимум шесть городов-крепостей (включая Эривань и Аббас-Аббад во время войны с Персией, а также Ахалцих и Карс во время войны с Турцией).

### Первые столкновения
Столкнувшись с логистическими проблемами, сменивший Дембинского на посту главнокомандующего в середине августа Ян Круковецкий решил совершить вылазку на правый берег. Как и его предшественник, Круковецкий был консерватором и считал, что главной целью восстания было возвращение статус-кво с царём России как царя Польши, но с уважением к конституции и польским законам. В отличие от Скшинецкого, он считал иностранное вмешательство нереальным, и хотел принудить Россию вернуться к мирным переговорам через военную победу, прорвав осаду или отразив атаку.
Согласно новой стратегии, 2-й пехотный корпус Джероламо Раморино и 2-й кавалерийский корпус Томаша Лубенского были выделены из основных польских сил в середине августа и включали почти половину польской армии. должны были покинуть город и остаться на правом берегу Вислы, преследовать русские войска под командованием фон Розена и фон Рюдигера, захватить переправы через реку у Осиека, обеспечить город припасами и заставить Паскевича отвлечь часть его силы для борьбы с ними. Обе силы покинули город между 16 и 20 августа 1831 года. Корпус Томаша Лубенского направился к Плоцку, прорвал окружение и доставил в Варшаву столь необходимые припасы. Его войска также прорвали северную линию коммуникаций между войсками Паскевича и Восточной Пруссией. II корпус Раморино в Подляшском воеводстве разгромил корпус фон Розена в нескольких столкновениях, в том числе в боях при Мендзыжецем-Подляским и Рогожнице. Нерешительность Раморино и игнорирование приказов позволили побежденным и численно уступающим русским отступить в сторону Брест-Литовска и избежать уничтожения..
Уход регулярных частей под командованием Раморино и Лубенского истощил силы защитников, ещё больше ослабив первую линию обороны. Гарнизон сократился до 28 тыс. регулярных солдат и 10 тыс. новобранцев, плохо обученных и часто вооруженных только косами.
После победы 29 августа при Мендзыжеце войскам Раморино было приказано вернуться в Седльце, но тот проигнорировал приказ и последовал за фон Розеном в сторону Брест-Литовска. Приказ вернуться через Лукув в Седльце был повторен 4 сентября. Оттуда форсированный марш мог позволить корпусу форсировать Вислу к югу от Варшавы и атаковать Паскевича с тыла, или соединиться с защищающей город армией. Но и этот приказ был проигнорирован. Большая часть польского войска, состоявшая в основном из опытных солдат, бесцельно бродила по Подляшью в паре дней пути от Варшавы. Вместо того, чтобы прийти на помощь Варшаве или последовать за бегущими силами фон Розена, Раморино неделю ждал в Подляшском воеводстве, а затем направился на юг, подальше от врага.
4 сентября Паскевич отправил в Варшаву посланника с просьбой о капитуляции и обещанием пересмотра конституции. Лишь трое из десяти членов дипломатической комиссии проголосовали за дальнейшие переговоры, а 5 сентября российскому командующему сообщили, что единственное приемлемое решение уже изложено в декларации Сейма. Поляки потребовали возврат отнятых Россией при трёх разделах Польши земель и сохранения в силе низложения Николая I с поста царя Польши от 25 января 1831 г.
Накануне битвы русская армия переместилась со своих позиций в окружающих Варшаву деревнях Надажин, Волица, Фаленты, Давиды и Рашин ближе к польским позициям. Гвардейцы начали движение в сторону Опачей-Вельке. Гренадеры, кавалерийский корпус и I пехотный корпус двинулись на дорогу на Калиш у Шамоты, а II пехотный корпус — на Влохи. Пехотная дивизия Муравьева заняла поля между Окенце и Раковцем, а кавалерийская дивизия Ностица двинулась к Збаржу. Для завершения окружения 2-я лёгкая дивизия Штрандмана заняла позиции возле Служева на дороге в Люблин, а кавалерийская дивизия Хилкова двинулась к Хжануву. Эшелоны снабжения и резервы остались в Надажине.

### Планы сражения
Хотя первоначально Паскевич выступал против полномасштабного штурма, действия Раморино и Любенского вынудили его сделать это. У его армии было мало продовольствия и припасов: к началу сентября основные силы имели запас продовольствия и фуража для лошадей всего на 5 дней. 28 августа Паскевич принял некоторые советы своих генералов и приказал подготовиться к генеральной атаке. После нескольких дней разногласий внутри русского штаба 4 сентября было решено, что главный удар должен быть направлен на наиболее сильные польские позиции за пригородом Воля. Штурм должен был быть сосредоточен на центральном валу в Воле, 56-й крепости и окружающих укреплениях. 1-й русский пехотный корпус должен был штурмовать 57-ю крепость и продолжить движение к 56-й и 58-й. 2-й пехотный корпус должен был сосредоточиться на близлежащих 54-й и 55-й крепостях. Другие участки фронта должны были подвергаться лишь незначительному давлению отвлекающими атаками. Паскевич, вероятно, не хотел входить в Варшаву и рассчитывал, что защитники оставят город или сдадутся, как только внешнее кольцо обороны будет прорвано и центр города окажется под угрозой огня.
Польский план был основан на постоянной обороне линии фронта, при этом силы Уминского и Дембинского находились за второй линией обороны и действовали как мобильный резерв вместе с дивизионной артиллерией и кавалерией. Корпус Уминского должен был прикрывать южный участок фронта — линию длиной примерно 7,1 км от дороги на Пулавы через дорогу на Краков до линии, соединяющей 18-ю и 74-ю крепости. Войска под командованием Дембиньского должен был защищать западный и северный секторы на участке длиной 9,6 км, идущем от 54-й крепости до пригорода Мэримонт. Большая часть польских войск находилась в южной части города, поскольку штаб ошибочно предположил, что русские будут атаковать самую слабую часть обороны — вокруг Круликарни, пригородов Мокотув и Чернякув.

### 6 сентября
Уже перед сражением Паскевич добился сокрушительного численного превосходства на западном фронте. Обращенная к Воле первая русская линия имела 30,2 тыс. солдат, 144 пушки и 8 мортир; вторую линию составили 39,2 тыс. солдат и 196 артиллерийских орудий. Им противостояло 5,3 тыс. пехоты, 65 пушек и 1,1 тыс. кавалеристов под командованием Дембинского, и ещё 4,8 тыс. солдат в резерве.
В 2 часа польские наблюдательные посты у церкви Святой Троицы и астрономической обсерватории на Уяздовской аллее заметили передвижения противника и забили тревогу. Атака началась в 4 часа, и через час польские 54-я и 57-я крепость открыли огонь по приближающимся русским войскам. Около 5:00 86 орудий I-го пехотного корпуса начали обстрел польских позиций в районе Воли с расстояния в 600 м.
56-я крепость состояла из трех крыльев, каждое из которых было окружено земляными валами, частоколами и рвом. Частично скрытое деревьями сада Брюля, центральное крыло было дополнительно укреплено церковью Святого Лаврентия и окружающим монастырем. Командир Юзеф Совиньский имел два батальонами 8-го полка линейной пехоты (1,2 тыс. человек), 40 саперов, 13 пушек, две ракетных батареи Конгрива и небольшим отрядом 14-го полка линейной пехоты (170 человек). Прямо перед 56-й крепостью на холме с видом на поле боя была меньшая 57-я крепость неправильной формы, имевшая под командованием майора Юзефа Крассовского 300 солдат с 4 пушками и 2 ракетными установками. На севере находилась 59-я крепость (четыре пушки и 400 человек под командованием майора Юзефа Борженцкого), а на юге — 54-я (до 350 человек под командованием майора Игнация Добжелевского и шесть орудий под командованием лейтенанта Юлиана Ордона). Несмотря на то, что оставшиеся 55-я, 58-я, 60-я и 61-я крепости Воли не имели гарнизонов из-за усиления обороны, наиболее важные польские позиции по-прежнему оставались сильно недоукомплектованными.
Южнее, возле Раковца, располагалась группа фортов внешней линии. Все они уже были оставлены поляками в начале сентября и без боя захвачены русской пехотой под командованием Муравьева. Войска под командованием генерала Штрандмана захватили Шопи и начали атаковать 44 и 45 крепости вместе с укреплениясм вокруг Круликарнии. Хотя отряд не имел явного численного превосходства (2,900 тыс. русских против 1,7 тыс. поляков, обе стороны имели по 6 пушек), он быстро оттеснил оборонявшихся. Вскоре густой чёрный пороховой дым покрыл поле боя. Не имея возможности определить направление атак, польское командование считало, что главный удар будет нанесен по позициям в Круликарнии.
Командующий резервным корпусом Дембинский, которому было поручено защищать западный сектор, первым осознал ошибку. Он немедленно запросил подкрепление, но получил отказ Круковецкого. Вынужденный сражаться в одиночку, Дембинский не усилил первую линию своей резервной 3-й пехотной дивизией, взамен направив лишь символические полбатальона для укомплектования 58-й и поддержки 57-й крепостей. В это же время командующий южным сектором Уминский полностью сосредоточился на боях вокруг Круликарнии и не заметил происходившего на Воле. Около 7:00 он усилил Круликарню почти шестью батальонами пехоты (около 2,8 тыс.) и тремя орудиями, 54-я и 55-я крепость подкреплений не получили.

#### 54-я крепость
Тем временем внешние земляные валы, защищавшие форты вокруг Воли, разрушались русской артиллерией. С 6:00 108 орудий были сосредоточены на 54-й, 55-й и 57-й крепости. 54-я крепость устояла, потери среди пехоты были невелики, но артиллерия изолированных застав была вынуждена укрыться за валами. 59-я и 61-я крепости не могли поддержать соседей, так как их расчеты вели артиллерийскую дуэль с конной артиллерией кавалерийской дивизии Хилкова, понесшей тяжёлые потери.
Из 32 артиллерийских орудий в резерве Дембиньского только четыре были переброшены в 58-ю крепость. Около 6:30 к артиллерийской дуэли вокруг Воли присоединились ещё 9 орудий, но их поддержка была слишком слабой и прибыла слишком поздно. В это время в составе 2-го русского пехотного корпуса были сформированы две крупные штурмовые колонны. Первая под командованием генерала Николая Сулимы наступал на 54-ю крепость с бригадой Лутковского (2,5 тыс. человек) в первой линии. Вторая, которой командовал генерал Фридрих Каспар фон Гейсмар, направился к 55-й крепости. Как только фон Гейсмар понял, что редут пуст, он приказал 1,5 тыс. солдат под командованием полковника Павла Липранди присоединиться к атаке на 54-ю крепость. Несмотря на серьёзные потери, три батальона бригады Лутковского достигли окружавшего земляные валы частокола, и начали расчищать заграждения.
Из-за дыма командиры второй линии польских застав не могли видеть приближающихся русских и не открывали огня. Вопреки плану боя вторая линия не направила подкрепления первой. Это было особенно важно в случае с 54-й и 56-й крепостями, поскольку им приходилось противостоять без поддержки находившихся позади 21-й, 22-й и 23-й. Наиболее важные позиции в пригороде Воля получили лишь символическое подкрепление из основного резерва и были вынуждены сражаться изолированно.
Защитники 54-й крепости вели беспрерывный огонь, но к тому времени русская конная артиллерия имела прямую видимость вершины вала. По неизвестным причинам поляки не использовали подготовленные для обороны гранаты в ближнем бою. Когда прорыв был завершен, «13-й Белозерский» и 14-й «14-й Олонецкий» пехотные полки устремились в брешь. Другие русские солдаты штурмовали земляные валы, используя штыки как ступеньки, чтобы подняться на парапет. После нескольких залпов, польская пехота отошла вглубь крепости, чтобы открыть огонь по появившимся на вершине вала русским солдатам. Первым преграду преодолел Павел Липранди со своими людьми. При превосходстве русских со счетом 10:1 штыковый бой был коротким, и от 60 до 80 выживших поляков были взяты в плен за считанные минуты. Вскоре после этого пороховой магазин был подожжен и взорван, в результате чего погибло более 100 русских, в том числе командир 13-го полка полковник Иван Хлуденев. Взрыв впоследствии был увековечен в стихотворении Адама Мицкевича «Редута Ордона» («пол. Reduta Ordona»). Всего потери русских при штурме 54-й крепости составили от 500 до 600 убитыми. Погибших похоронили в братской могиле в воронке от снаряда, которая впоследствии стала ядром православного кладбища в Варшаве.
Ожидая польской контратаки, русские инженеры приступили к ремонту 54-й и 55-й крепостей. Первоначально только польская артиллерия 73-й, 21-й, 22-й и 23-й крепостей отвечала огнем, а резервы Дембинского оставались пассивными. Не видя активности с польской стороны, артиллерия 2-го российского пехотного корпуса начала оказывать поддержку соседнему 1-му пехотному корпусу. Русская артиллерия понесла некоторые потери, но её превосходство было очевидным. Батареи I корпуса подошли к 57-й крепости на расстояние 300 м, что вынудило поляков демонтировать и вывести артиллерию из крепости. Около 8:00 две колонны I корпуса под командованием Александра фон Лидерса и Ивана Набокова атаковали крепость. Части 3-го и 4-го полков морской пехоты, 7-го «Ревельского» пехотного и Московского лейб-гвардии полка штурмовали крепость с трёх сторон, надеясь, что 3-часовой артиллерийский обстрел разрушит заграждения и защищавший вход частокол. Частокол остался практически нетронутым, и русские войска понесли значительные потери как от огня стрелкового оружия, так и от артиллерии 2-й линии. Офицеры приказали отступать, но солдаты проигнорировали приказ и продолжили штурм самостоятельно. Несколько атак были отбиты с тяжелыми потерями русских. Несмотря на потери, русская пехота вошла в крепость и в ближнем бою, без единого выстрела, захватила его. Всего около 80 поляков было взято в плен, а четверым удалось отступить к польским позициям вместе со своим раненым командиром; остальные продолжали сражаться и были все убиты. Поскольку недавно захваченная крепость была в пределах досягаемости польской артиллерии, русские отступили и начали прятаться за ней.

#### 56-я крепость
Несмотря на потерю 54-й, 55-й и 57-й крепостей, Круковецкий все ещё был убежден, что атака на Волю была отвлекающим манёвром, и отказался предоставить Дембиньскому дополнительное подкрепление. Только командир 3-й пехотной дивизии генерал Людвик Богуславский проигнорировал его приказ и отправил в 56-ю крепость один батальон 10-го линейного пехотного полка под командованием полковника и участника Ноябрьского восстания Петра Высоцкого. Дембиньский покинул 58-ю крепость, его артиллерии вместе с 12 пушками и 6 ракетных батарей из его резервов было приказано занять позиции перед 21-й, 22-й и 23-й крепостями между первой и второй линиями обороны. Около 9:00, когда русские готовились прорвать вторую линию обороны, бригадный генерал Юзеф Бем прибыл на Волю со своими 12 пушками и расположил их недалеко от недавно потерянной 54-й крепости, прямо на фланге пехоты Крейца и обстреливавшей 56-ю крепость русской артиллерии. Ещё 8 орудий и 4 ракетных батареи прибыли на северный фланг Воли и присоединились к обороне 58-й крепости. Примерно в это же время объединённые артиллерийские силы обоих русских пехотных корпусов перенесли огонь на 56-ю, 59-ю и 23-ю крепости. На этот раз поляки выиграли артиллерийскую дуэль: несмотря на численное превосходство русских в орудиях и минометах, их артиллерия понесла потери и была вынуждена отступить, а за ней последовала и пехота, которая также была вынуждена снова спрятаться за захваченными земляными валами. Дембиньский не воспользовался этим успехом, и польская пехота осталась на своих позициях.
Не видя никакой активности, Киприан Крейц приказал всем своим пушкам переключить огонь на 14 орудий Бема. Под сильным давлением польская артиллерия держала огонь более получаса, а затем перешла на новые позиции справа от дороги на Калиш. Она возобновила огонь по 2-му корпусу, но снова был атакован вражескими орудиями. Артиллерийская дуэль продолжалась, но положение 56-й крепости становилось критическим — обстреливаемый с трёх сторон крупнейший польский форт вокруг Варшавы теперь оказался изолирован. С учётом приведенного Высоцким подкрепления гарнизон насчитывал около 1,66 тыс. пехоты и 10 орудий. К 10:00 большинство артиллеристов были убиты или ранены (в том числе командир артиллерии крепости капитан Кшивицкий), и их пришлось заменить неподготовленными пехотинцами, что серьёзно ограничило скорострельность и точность. Все валы были последовательно повреждены российской артиллерией, с одной из сторон имелась 30-метровая брешь.
Наблюдавший за артиллерийской дуэлью из 55-й крепости Паскевич убедился, что поляки не направят помощь 56-й крепости. Поначалу колебавшись, он наконец приказал пехоте атаковать 56-ю крепость около 10:00. Атаку осуществили 13 пехотных батальонов (около 6,9 тыс.) из колонн под командованием генерала Людерса и Мартынова. Войска Людерса штурмовали заграждения и пересекли частокол, но защитники встретили их ружейными залпами изнутри крепости и отбили их атаку. Людерс приказал наступать и своей второй линии в 2,3 тыс. Командир северного крыла майор Францишек Бернацкий дважды отбрасывал новые силы в ров, но в конце концов поляки были разбиты и отошли в крепость. Русские последовали за ними, но батальоны потеряли сплоченность, что позволило численно уступающим силам под командованием Бернацкого удержаться внутри укреплений и прикрыть фланг центрального крыла.
Войска под командованием генерала Мартынова атаковали центральное крыло форта 56. Здесь препятствия уцелели, и 200 польских солдат отразили три последовательные атаки знаменитого Московского гвардейского полка. Русские потеряли двух командиров полков, прежде чем их войскам удалось достичь рва. Когда отряд из 2900 русских достиг вершины вала, они были удивлены стойкой защитой второго вала за ним. Русская пехота отступила и скрылась под первым валом. Бернацкий, сражаясь на северном крыле, сумел вытеснить русскую пехоту, но был убит в бою во время контратаки, и поляки отступили за деревья на дальней стороне форта. Чтобы стабилизировать ситуацию, генерал Совинский приказал роте 8-го линейного пехотного полка покинуть центральное крыло и вступить в бой на севере. Новый командир северного крыла майор Липски организовал ещё одну контратаку. С криком «Друзья, помните Грохув, помните Иганию!» он повел своих людей в атаку и снова отбросил русских, но импульс был потерян, и русские сохранили контроль над валом на северо-западе. . Возникла короткая тупиковая ситуация, в которой польские пехотинцы и их единственная 12-фунтовая карронада не позволили гораздо более крупным силам противника войти в форт..
Видя, что их силы потерпели неудачу, Паскевич и Пален решили бросить в бой ещё больше сил. Частям 9-го «Ингерманландского» и 10-го «Новоингермландского» пехотных полков (890 человек и шесть орудий) было приказано атаковать восточную сторону северного крыла. Одновременно семь батальонов (около 4 тыс. человек) должны были атаковать центральное и восточное крылья с юга. Около 70 артиллерийских орудий было приказано обстрелять вторую линию обороны Польши, чтобы не допустить прорыва польских подкреплений к форту. На этот раз несколько тысяч русских вошли в северное крыло строгими боевыми порядками. К тому времени гарнизон майора Липского насчитывал 800 человек и был недостаточно силен, чтобы выдержать штурм. Поляки снова были оттеснены к деревьям на дальней стороне северного крыла, а майор Липски был убит. Его заменил майор Доброгойский, который запаниковал и подал сигнал об отступлении, взяв с собой 500 человек. Оставшиеся 300 солдат под командованием майора Свитковского снова попытались вытеснить русских, но к тому времени соотношение сил составляло 10 к 1, и около 10:30 полякам пришлось отойти к центральному крылу. Центральное крыло, находившееся к тому времени под командованием подполковника Водзинского, противостояло большой колонне под командованием Людерс из элитных полков принца Вильгельма и Карла.
К тому времени центральное крыло защищали всего 900 человек и одна пушка. Объединённые силы Людерса, Павла Мартынова и Фёдора Берга превышали 6 тыс. человек и готовились к штурму. Несколько атак были отбиты, но вскоре после 11:00 польские позиции были атакованы одновременно с севера и юга. Севернатака в итоге застопорились, а возглавляемые Малиновским южная была отброшена, Мартынов был тяжело ранен. Генерал Пален приказал ещё 2300 человек (5-й пехотный полк и части сибирских гренадеров) атаковать с другой стороны. Сибирский 9-й гренадерский полк вошел в крепость и вынудил обслугу карронады, которой командовал Совиньский, отойти в пределы окружающих церковь стен. Самой большой группе польских солдат, сражавшихся перед церковью, было предложено капитулировать, а Совинский и остальная часть его команды сложили оружие. Другая группа польских солдат, все ещё защищавших церковь, открыла огонь по русским, а те в ответ расправились с военнопленными, среди которых был и Совинский. Совинский вскоре стал польским национальным героем, увековеченным в стихотворении Юлиуша Словацкого «Совинский в окопах Воли» (пол. Sowiński w okopach Woli).
Окруженная церковь была хорошо подготовлена к обороне, но её гарнизон к тому времени почти полностью состоял из раненых. К полудню защитники были разбиты, и русские вошли в церковь. Всего при штурме крепости атакующие потеряли не менее 1 тыс. убитыми. Потери поляков не превысили 300 убитыми и ранеными, в плен попало 1230 солдат и офицеров, лишь до 500 солдат удалось отойти и достичь своих позиций.

#### Бои в Воле и других местах
В ходе боев за валы Воли только артиллерия второй линии оказывала ограниченную поддержку превосходящим по численности польским войскам. Круковецкий утверждал после войны, что приказал Дембиньскому, Бему и Франтишеку Млокосевичу поддерживать первую линию, но, очевидно, никто из них не получил приказа. Командующий 3-й пехотной дивизией второй линии Людвик Богуславский мог-бы поддержать крепости первой линии, но не видел происходившего в 56-й крепости из-за густого дыма и деревьев сада Брюля.
Паскевич ожидал польской контратаки с целью вернуть утраченные крепости, поэтому приказал войскам остановить наступление, восстановить валы и построить обращенные к городу новые артиллерийские огневые точки. Дальнейшее движение в районе Воли было заблокировано польской артиллерией из 59-й крепости, но в течение двух часов русские саперы подготовили 56-ю крепость в качестве артиллерийской заставы для размещения там до 20 артиллерийских орудий. Главнокомандующзий также послал тиральеров и стрелков с винтовками вперед, чтобы изучить и тревожить польскую оборону вокруг 23-й крепости. Польская полевая артиллерия покинула 21-ю крепость и оттеснила легкую пехоту противника, но затем была атакована артиллерией 1-го корпуса и была вынуждена бежать. Только тогда Богуславский понял, что 56-й крепость может нуждаться в помощи. Для разведки передвижения противника и, возможно, доставки боеприпасов он направил Млокосевича с его пехотной бригадой в 1 тыс. человек. Два русских стрелковых полка бежали от его колонн, и поляки почти достигли крепости, но русская артиллерия открыла огонь и нанесла полякам несколько десятков ранений. Млокосевич понял, что форт 56 потерян, и быстро отступил к фортам 21 и 22. Два русских стрелковых полка (1-й и 2-й) попытались преследовать его, но были разбиты польской артиллерией и отступили.
Неожиданно этот слабый натиск Млокосевича и его людей, заставил русских пересмотреть свои планы и отложить дальнейшие атаки до следующего дня. На тот момент Паскевич не был уверен, что будут делать поляки. Он опасался, что польская контратака вернет крепости в Воле или вколет клин между I и II корпусами. Он приказал прекратить все наступательные действия на Воле. русская артиллерия продолжала сражаться с поляками, но пехота была отведена, а сам Паскевич оставил свои войска искать корпус генерала Муравьева на юге, где-то между Щенсливице и Иерусалимскими воротами.
Примерно в это же время Малаховский прибыл в 23-ю крепость для осмотра этой части фронта, которой он до этого момента пренебрегал. Узнав от Млокосевича о потере 56-й креопсти он приказал контратаковать. Больше озабоченный удержанием второй линии, чем возвращением первой, он направил на штурм только два батальона (1,240 человек) из имевшихся у него в резерве двенадцати. Контратака началась около 13:00 и поддерживалась символическими силами из 14 орудий конной артиллерии, в то время как Бем держал в резерве 21 более тяжелую полевую пушку. Как только поляки покинули свои валы, они попали под обстрел сосредоточенной перед 54-й, 55-й и 56-й крепостью русской артиллерией. Несмотря на шквальный огонь, поляки достигли точки в 500 метрах к юго-востоку от 56-й крепости, где их встретили части двух русских стрелковых полков (1-го и 2-го; около 1,8 тыс. солдат). Несмотря на численное превосходство русских, поляки прорвались и оттеснили их, но затем были разбиты русской артиллерией на восточном валу 56-й крепости. Когда на обоих флангах появились русские подкрепления, польский командующий подал сигнал об отступлении и вернуться на позиции польской линии. Польская контратака провалилась, за отступающими поляками внимательно следили крупные русские силы из двух стрелковых полков, усиленных частями 1-й, 2-й и 5-й пехотных дивизий.
Русские атаковали вторую польскую линию и прорвали её во многих местах. Положение русской пехоты было очень тяжелым, поскольку она попала в поле зрения 14-ти посланных вперед Бемом для поддержки контратаки польских орудий, из-за чего она оказалась под артиллерийским огнем с фронта, флангов и тыла. В конце концов контратака 4-го линейного пехотного полка под командованием подполковника Казимира Маевского отразила нападение русских. Несколько более мелких русских подразделений прорвались и попытались укрепить группу деревянных домов в пригороде Воли, но были быстро окружены и уничтожены. В этот момент, около 13:00, Малаховский хотел организовать ещё одну контратаку на 56-ю крепость, но его приказ был отменен Круковецким, который опасался, что русские могут захотеть атаковать южнее, возле Иерусалимских ворот, и предпочел сохранить свои резервы. Поляки прекратили наступление на западном фронте, только артиллерия продолжила работу.

#### Продолжение артиллерийской дуэли
Между 13:00 и 14:00 Бем сосредоточил на узком фронте у 21-й, 22-й и 23-й крепостями не менее 64 орудий и открыл огонь по артиллерии и пехоте I-го русского корпуса. В результате продолжавшейся до 17:00 артподготовки силы I и II русских корпусове были вынуждены отойти за валы захваченных укреплений. Кавалерия Хилкова несколько раз (включая кирасирский полк) пыталась атаковать позиции польской артиллерии, но каждый раз атака была отражена картечью и она вышла из боя до самого Гурце. Половина русской артиллерии вела напряженную дуэль с поляками, а другая половина начала обстрел пригорода Воли и польских позиций за второй линией обороны. Хотя заградительный огонь подготовил поле для ещё одной польской контратаки, Круковецкий не стал рисковать.
Паскевич провел военный совет со своими генералами. Карл Вильгельм фон Толль и многие другие настаивали на возобновлении штурма Воли, но главнокомандующий был настроен скептически. У русских всё ещё было 25 тыс. свежих солдат, но приближались сумерки, и Паскевич опасался, что с наступлением темноты его силы могут потерять сплоченность и понести чрезмерные потери. По его мнению наступление на Волю могло быть затруднено контролируемыми поляками позициями первой линии (58-я, 59-я и 60-я крепости; на самом деле 58-я была оставлена), или польской контратакой с района Чисте. 7] Он решил отложить наступательные действия до следующего дня  и отправил посланника в Варшаву, но поспешно созванное заседание Сейма отклонило его предложение о прекращении огня.
К этому моменту план сражения русских все ещё был не ясен польскому главнокомандующему Круковецкому. Не зная, будет-ли основной удар нанесен на Волю или на крепости вокруг Круликарнии, он не перебросил какие-либо значительные силы пехоты на западный фронт, несмотря на то, что южная линия уверенно контролировалась поляками с успешным отбитием неоднократных атак противника. Из 3 тыс. понесённых поляками потерь за первый день, только около 300 пришлось на южный сектор возле Круликарнии, из них не более «нескольких десятков убитыми». Однако на вторую линию у Воли был отправлен лишь небольшой отряд конной артиллерии. Вечером Круковецкий созвал заседание правительства и охарактеризовал положение своих войск как чрезвычайно тяжелое. Он предложил возобновить переговоры с Паскевичем и отправил генерала Прондзинского в русский лагерь.

## 7 сентября

### Переговоры
Встреча произошла на окраине Воли рано утром 7 сентября (в 3:00 или 5:00.) Паскевич объявил о прекращении огня и пригласил Круковецкого встретиться с ним в 9:00., встреча прошла в деревенском трактире Воли. Паскевич требовал безоговорочной сдачи Варшавы и его пригорода Прага, а также эвакуации и разоружения польской армии в Плоцке, где она должна была ожидать решения царя о помиловании или аресте. Круковецкий отказался и настаивал на том, что восстание было не мятежом, а войной между двумя независимыми государствами. Он хотел, чтобы Паскевич и великий князь Михаил пообещали возвращение Польши независимости и всеобщую амнистию в обмен на отмену акта о низложении. Переговоры были бурными, и около полудня польский командующий отправился в Варшаву, чтобы проконсультироваться с сеймом. Паскевич согласился продлить прекращение огня до 13:00 и продолжить переговоры, даже если военные действия возобновятся..
Чтобы заручиться поддержкой парламента, Круковецкий попросил Прондзинского представлять его на совместном заседании Сейма и Сената. Его политический план заключался в том, чтобы любой ценой положить конец восстанию и вернуться к статусу-кво, сделав себя остановившим дальнейшее кровопролитие «спасителем отечества». В своей речи Прондзинский серьёзно преувеличил русскую армию, а также недооценил силу польской. Он также предупредил, что жители города будут уничтожены, как это случилось в 1794 году. Он заявил, что возвращение к полной независимости под скипетром Николая легко достижимо, хотя сам точно знал, что это неправда. Ему не удалось убедить свое правительство и Сейм в том, что капитуляция была единственным вариантом, и жаркие дебаты продолжались после установленного срока в 13:00. Русские возобновили боевые действия, и артиллерия с обеих сторон завязала очередную дуэль.

#### Положение сторон
Накануне обе стороны понесли одинаковые потери. Победы русских дали их артиллерии свободную линию огня по пригородам Чисте и Воли. Они также укрепили боевой дух русских солдат, которые были убеждены, что битва окончена после падения 54-й крепости. Однако битва не была проиграна для поляков: хотя русские теперь могли атаковать третью линию польской обороны в Воле (23-я и 24-я крепости) или Чисте (20-я — 22-я), их атаки могли легко быть отражены с фланга крепостями второй линии. Кроме того, чтобы поддержать наступление артиллерией, русские орудия приходилось-бы размещать в открытом поле.
Польский план на битву не изменился. 59-я крепость была эвакуирована, а позиции вокруг Чисте и вблизи Ерозолимских ворот были слегка усилены, однако польские силы оставались почти поровну разделенными между западным и южным секторами. Они не знали, что и приказы от 7 сентября к русским солдатам остались неизменными. II-й пехотный корпус должен был атаковать группу крепостей у Чисте (21 и 22), а I-й атаковал расположенные дальше на север 23-ю и 24-ю крепости. Войска Муравьева должны были атаковать Иерусалимские ворота, в то время как оставшиеся силы продолжили свои отвлекающие атаки предыдущего дня.
Когда около 13:30 возобновился артиллерийский огонь, российские солдаты ещё не были готовы к атаке. Предыдущая ночь была очень холодной — на рассвете температура не превышала 4 градусов Цельсия, а большинство русских солдат не имели зимней одежды и провели ночь в открытом поле. Многие утром не получили еды, и моральный дух значительно упал. Когда русские начали сортировать свои ряды, Уминский предположил, что главный удар на его участке будет направлен на Иерусалимские ворота. Он усилил этот район своими резервами, включая почти всю 4-ю пехотную и 2-ю кавалерийскую дивизии. Он также направил 1-ю кавалерийскую дивизию (1,3 тыс. человек) ближе к Чисте. Малаховский и Дембиньский намеревались атаковать фланг штурмующих Волю русских собранным в Млоцинах (около 62-й крепости) сильным отрядом в 3,5 тыс. пехотинцев, 800 кавалеристов и 10 орудий конной артиллерии под командованием Павла Муховского. Как только стало ясно, что русские нападут южнее, план был отменен, и западный сектор вернулся к постоянной обороне.

#### Большая батарея
Около 13:30 132 русские пушки и четыре миномета, в том числе 94 орудия Большой батареи князя Михаила Горчакова, открыли огонь по польским позициям. Поляки сначала ответили 79 орудиями полевой артиллерии и 10 ракетными установками, но к 14:00 Бем передвинул ещё 31 орудие на позицию прямо перед русской артиллерией. Чтобы противостоять угрозе, заменивший Паскевича на посту главнокомандующего до полного выздоровления фон Толль приказал своей большой батарее продвинуться на 100 метров ближе к полякам, чем открыл свой фланг для спрятанных на юге, недалеко от дороги на Кракову польских орудий, . Русские понесли потери, и Большую батарею пришлось разделить на два отдельных подразделения. Многие батареи были вынуждены прекратить огонь и отойти из-за недостаточных запасов боеприпасов.
Видя, что артиллерия не сможет сломить поляков, фон Толль разработал новый план атаки и решил проигнорировать приказ Паскевича не штурмовать Варшаву. Хотя до заката в 18:10 оставалось немного,|group=note}} он приказал начать полномасштабное наступление на западном и южном фронтах. Поскольку времени на надлежащую артиллерийскую подготовку не было, фон Толль хотел сокрушить обороняющихся за счет явного численного превосходства, даже если это означало бы увеличение потерь от польской артиллерии. Чтобы отвлечь польскую артиллерию у Чисте и не дать ей обстрелять атакующие 21-. и 22-. крепости крорнный, войска Муравьева должны были вести атаку непосредственно в направлении Иерусалимских ворот. До 15:00 фон Толль отправил генерала Нейдхардта к Паскевичу за одобренеим нового плана, но тот категорически отказал и приказал продолжать артиллерийский обстрел польских крепостей по крайней мере до 16:00. Поскольку русский главнокомандующий отсутствовал, фон Толль решил действовать вопреки приказу Паскевича.

#### Атака Муравьёва
Около 15:00 массы российских войск начали подготовку к штурму польских позиций в районе Иерусалимских ворот. Мощные силы под командованием Муравьева и Ностица заняли позиции по обе стороны дороги на Краков, недалеко от Раковца. В состав прикрытия входили гренадерская бригада (около 1,7 тыс.пехоты, 16 орудий), кирасирская бригада (около 1,3 тыс.кавалеристов, 16 орудий), гвардейский уланский полк (392 кавалериста) и три кавалерийских полка (около 1,7 тыс. кавалеристов, 16 орудий). Между прикрывающими силами были сформированы две колонны:Левая колонна под командованием полковника Николая Лукаша должна была штурмовать 74-ю крепость и состояла из Луцкого и Жемайтийского пехотных полков (всего 1989 человек), в резерве находился Финляндский гвардейский полк (1374 человека). Правая колонна под командованием полковника Рота должна была штурмовать 72-ю крепость и состояла из усиленного Несвижского пехотного полка (1278 человек), в резерве находились 4-й егерский полк (900 человек), гвардейский стрелковый полк (1353 человека) и Финляндский стрелковый полк (142 человека). На южном фронте войска Страндмана должны были атаковать большими силами в направлении Круликарнии и в других местах, оказывая давление на поляков более чем на одном фронте. Несмотря на приказ, изнуренные боями предыдущего дня, эти силы были в основном пассивными, и лишь застрельщики и небольшие казачьи отряды беспокоили польскую оборону. Один казачий отряд ненадолго занял Секерки около 15:00, но был быстро разбит и бежал. После этого южный фронт оставался мирным до конца дня.
Штурм начался около 16:00. Левая колонна понесла значительные потери, но достигла 74-й крепости, чтобы быть встреченной отправленными командующим сектором Антонием Вронецким польскими подкреплениями. Две тысячи русских столкнулись внутри крепости с менее чем 850 поляками, но были разбиты штыковой атакой и отступили. Поскольку атака не удалась, а польские артиллерийские батареи все ещё действовали, фон Толль решил использовать свои кавалерийские резервы. Два полка 3-й кирасирской дивизии (1,2 тыс. кавалеристов) следовали по соединяющей Щенсливице и Чисте дороге, и им было приказано атаковать польскую артиллерию сзади. Поляки имели полный обзор поля боя и подготовились к атаке, поскольку продвижение русских замедлилось из-за болотистой местности. Когда русская кавалерия перешла с колонн на боевую линию, польская артиллерия открыла картечный огонь, рассеяв их. Русский отряд был реорганизован и повторил атаку, но снова был отброшен, не дойдя до огневых позиций. Только Новгородский кирасирский полк потерял более 200 человек из 450 принимавших участие в атаке.
Через полчаса русские наконец штурмовали валы 74-й крепости и разгромили оборонявший его польский батальон. Это вынудило отступить польскую мобильную артиллерию в Чисте, которая до этого момента обстреливала наступающие русские колонны и их Большую батарею, отступить. Тем временем правая колонна русских приближалась к защищаемой 200 людьми 72-й крепости. Увидев это, польский командующий приказал своему кавалерийскому резерву атаковать русскую пехоту. Русские гренадеры штурмовали валы крепости, но были отброшены за ров, где их атаковала польская кавалерия. Русские построили пехотные каре, но потерпели поражение и были вынуждены отступить. Чтобы противостоять угрозе, Ностиц направил свой кавалерийский резерв под командованием Георга фон Засса, и завязался кавалерийский бой.
Это спасло пехоту Рота, поскольку линию огня польской артиллерии блокировали польские и русские кавалеристы. Оба командира бросили в бой больше кавалерии, и вскоре силы обеих сторон выровнялись до 550 кавалеристов с обеих сторон. Обе силы вскоре потеряли сплоченность, и битва превратилась в серию дуэлей между польскими уланами и гусарами (вооруженными копьями и саблями) и русскими кирасирами и драгунами (вооруженными более тяжелыми мечами). Поляки первоначально одержали победу и сумели вывести из строя генерала Ностица и генерала фон Засса, но затем были атакованы дополнительными русскими подкреплениями и были вынуждены отступить. Это заставило часть польских артиллерийских расчетов отойти и к валам третьей линии. Гусарский полк русской гвардии под командованием Георга фон Арпсхофена на тяжеловесных лошадях преследовал бегущую польскую кавалерию до пространства между 71-й и 72-й крепостями. Там их встретило польское кавалерийское подкрепление: 3-й коннострелковый полк должен был сдерживать гусар, а 4-й уланский полк — атаковать русских с фланга. Прежде чем план был реализован, атакующие прорвали эту новую линию обороны. 3-й полк прорвался и начал отступление, за ним следовали русские. Уминский приказал своей пехоте и артиллерии открыть огонь по всей кавалерии. Небольшие группы русских отступили к своим позициям, в то время как другие пытались штурмовать хорошо защищенные ворота Варшавы и были убиты польской пехотой. Небольшой группе удалось прорваться внутрь, и последний из них был убит в 4 километрах от города — у ворот Уяздовского дворца. Кавалерийский бой закончился почти полным уничтожением всех участвовавших в стычке трёх полков.
Хотя полякам удалось сдержать и победить русскую кавалерию, её атака и первые успехи вызвали панику в польских рядах. Гарнизон 72-й крепости оставил свои позиции и бросил орудия, без боя отступив к 73-й. Точно так же гарнизон 73-й крепости запаниковал, и его командир полковник Пшедпелский приказал солдатам заклепать орудия, покинуть главный вал и занять оборонительную позицию лицом к задней стене форта, ожидая, что русская кавалерия войдет в укрепление сзади. Это позволило русской пехоте захватить 72-ю крепость, укрепленный «Красный трактир» (пол. Karczma Czerwona) и беспрепятственно направиться к 73-й. Польским офицерам удалось сдержать панику как раз вовремя, чтобы их пехотинцы открыли огонь по приближающимся врагам и заставили их отступить.72-я крепость осталась в руках русских.
Паника в польских рядах убедила Муравьева возобновить наступление со свежими силами, несмотря на понесенные потери. Гренадеры полковника Лукаша, усиленные двумя батальонами Финского гвардейского полка (1,3 тыс. человек, четыре орудия), обошли 73-ю крепость с севера и прямо в тылу захватили кирпичный завод и укрепленный трактир Карчма Желязна. Гарнизон оказал лёгкое сопротивление, прежде чем в беспорядке отступить. Ситуация казалась критической, поскольку русские теперь владели значительной частью второй линии польской обороны.
Несмотря на это, у поляков ещё было достаточно свежих войск, чтобы контратаковать и вернуть себе инициативу. Недавно захваченные русские позиции слишком сильно были впереди их артиллерию, и все они находились под прицельным огнем польских стационарных артиллерийских позиций на валах третьей линии обороны, а также многочисленных мобильных артиллерийских батарей. 72-я и 73-я крепости, а «Карчма Желязна» и кирпичный завод подвергались постоянному обстрелу картечью. Под обстрелом со всех сторон русским пришлось прятаться за внешними сторонами валов, не имея возможности вести ответный огонь или даже наблюдать за полем перед собой. Тиралёры 3-го польского пешего стрелкового полка почти без сопротивления подошли к трактиру и отбили его, вскоре был отбит и завод. Русские также оставили два форта, хотя их лёгкая пехота пыталась безуспешно вернуть их. Около 16:45 батареи полевой артиллерии Юзефа Бема смогли вернуться на поле боя и открыть огонь по большой батарее. Несмотря на более чем трехчасовые интенсивные бои на западе, командующий относительно мирным южным сектором Малаховский не усилил защитников западных подступов.

#### Атака русских на западном направлении
Хотя атака Муравьева провалилась, она вынудила польскую артиллерию ослабить давление на Большую батарею, которая теперь могла поддерживать главный удар по самой западной части польской обороны.К этому времени она могла относительно безнаказанно обстреливать валы второй линии, нанося тем самым ущерб как обороне, так и моральному духу гарнизона. Польским пехотинцам было приказано залечь за габионами, что минимизировало потери. Солдаты на поле боя не имели такого прикрытия и понесли потери (так, дежуривший в саду семьи Унру батальон 5-го пешего стрелкового полка за трёхчасовой обстрел потерял до 50 %). Большая батарея также заставила замолчать некоторые орудия в 21-й, 22-й и 23-й крепости.
Толль первоначально планировал приказать пехоте начать штурм в 16:00, но Паскевич через своих помощников приказал отложить атаку до 16:45. В конце концов, около 5:00 корпус фон Крейца двумя колоннами двинулся к 21-й и 22-й крепостям. Русская конная артиллерия вышла на позицию в 200 шагах от 22-й крепости и начала обстрел защитников с близкого расстояния. Уже потрясенные огнем Большой батареи, поляки покинули крепость и отступили до подхода русской пехоты. Это был редкий пример захвата артиллерией укрепленной позиции без помощи других сил. Тем временем бои за близлежащую 22-й крепость были тяжелыми, её гарнизон был почти весь уничтожен.
Одновременно корпус фон Палена атаковал 23-ю и 24-ю крепости, а также польские позиции на Евангелическом кладбище. Последовали тяжелые бои, и многие русские командиры, в том числе Паскевич, предлагали отложить дальнейшие бои до следующего дня. Генерал фон Толль настоял на том, чтобы до захода солнца достичь последней линии обороны Польши. Окружающие крепости много раз переходили из рук в руки, но в конце концов к 22:00, когда русские прекратили наступление, большая часть из них осталась в их руках. Около полуночи в Варшаву прибыл генерал Берг с новым ультиматумом, подписанным Паскевичем.

#### Прекращение сопротивления
Прондзинского снова отправили в российский штаб, где его приветствовал великий князь Михаил Павлович, поскольку незадолго до этого Паскевич был ранен. Хотя Романовсчитал, что поляки тянут время, чтобы позволить корпусу Раморино вернуться из Подляшья, Прондзинский убедил его послать Берга в Варшаву с проектом акта о безоговорочной капитуляции. Соглашение (по-видимому, так и не подписанное на бумаге) предусматривало, что польская армия может свободно покинуть город, вступит в силу двухдневное прекращение огня и что Варшава будет избавлена от ужасов, которые она пережила во время осады 1794 года. Никакие политические положения не были включены. Около 17:00 Прондзинский и Берг прибыли в Варшаву, где Круковецкий в целом согласился с условиями, но посчитал их слишком жесткими. Затем Берг и Прондзинский вернулись в российский штаб, и Михаил согласился разрешить польской армии свободный проход в Модлин и Плоцк, объявить амнистию всем участникам восстания и обменять пленных. Новые условия оказались более чем приемлемыми для Круковецкого. После возвращения Прондзинского более либеральное крыло правительства получило временное большинство, а Круковецкий был отстранен и заменён Бонавентурой Немоёвским на посту главы правительства и Казимиром Малаховским на посту главнокомандующего.

### 8 сентября
Варшава у ног вашего величества.
Ультиматум требовал немедленной сдачи Варшавы вместе с мостом и пригородом Прага, угрожая полным разрушением города на следующий день. После жарких дебатов новые польские власти решили подчиниться к 5:00. Малаховский отправил Паскевичу письмо, в котором уведомил об отходе польской армии к Плоцку, «чтобы избежать дальнейшего кровопролития и доказать свою лояльность». В письме также выражалась надежда, что русские предоставят свободный проход войскам, которые не смогут уйти в установленный срок, и что будут выполнены согласованные с великим князем Михаилом условия. Капитуляция Варшавы была не формальной конвенцией, а, скорее, результатом длительных переговоров. Русские изначально соблюдали его условия.
Польская армия отошла через Вислу и продолжила путь на север к крепости Модлин. Сейм, Сенат и многие мирные жители также покинули город «в мрачном молчании». Многие солдаты, в том числе и высокопоставленные офицеры, решили остаться в городе и сложить оружие. В Варшаве осталось до 5000 солдат и 600 офицеров, в том числе генералы Круковецкий, Малаховский, Хшановский и Прондзинский. Продовольственные склады были открыты, а их содержимое роздано мирному населению.
На следующий вечер великий князь Михаил Павлович во главе императорской гвардии вошел в город; Варшава капитулировала.

## Потери
По первым официальным российским данным, они потеряли убитыми или ранеными от 8 до 10 тыс., поляки — от 6 до 7 (позже в российских отчётах сообщалось о польских потерях ранеными и убитыми в 139 офицеров и 7745 унтер-офицеров и солдат). По другим данным польские потери — 9 тыс.: 3 или 4 тыс. в первый день и между 3,8 и 6 тыс. во второй. В эту цифру не входят больные и попавшие в плен русским после взятия Варшаы раненые. К 12 сентября поляки потеряли 16 тыс. человек, но к их числу относятся и дезертиры.
Согласно официальным данным потери русских в первый день штурма составили 2,3 — 3 тыс. ранеными и убитыми, и 7,460 тыс. на второй. Позднейшие польские историки называли эти цифры «смехотворно низкими». Томаш Стжежек в монографии 1998 года называет официальной цифрой потерь 10 559 убитых, включая двух генералов, 16 полковников, 47 офицеров и 1767 унтер-офицеров, а также пропавших без вести и предположительно погибших 1182 солдата. Он отмечает, что эта цифра могла быть преуменьшена, ибо некоторые полки понесли огромные потери, о чём свидетельствуют их официальные списки, но в официальных документах армии эти данные, по-видимому, не были указаны (Например, в гвардейском драгунском полку на 8 сентября было всего 177 офицеров и солдат, а в Вологодском пехотном полку после атаки на Иерусалимские ворота — всего 300 штыков. Гренадерский полк Суворова потерял до боя 530 солдат из 830 имевшихся.) После боя в варшавских госпиталях находилось 7 тыс. раненых русских солдат, а в полевых госпиталях за пределами города — 5 тыс.(вышедшая ранее монография Миерославского в одной Варашве насчитывала 12 тыс. раненных). Уровень потерь среди раненых был высок из-за недостатка армейского медицинского персонала. По оценкам Стжежека, ранено и убито было 14 — 16 тыс. русских, 4 тыс. пропали без вести и предположительно погибли. На момент капитуляции поляки держали в Варшаве не менее 3 тыс. русских военнопленных.; у русских было 2 590 поляков.

## Последствия
Хотя никакого приказа о крупномасштабной эвакуации припасов из Варшавы не было, крепость Модлин была хорошо подготовлена к длительной осаде. В его магазинах было свыше 25 тыс. ядер, почти 900 тыс. мушкетных и ружейных патронов и достаточно провианта на несколько месяцев полной осады. Казначейство польского правительства все ещё оставалось нетронутым и насчитывало более 6,5 млн злотых.
Падение Варшавы было синонимом падения Польши как для поляков, так и для иностранцев. В память о подавлении Ноябрьского восстания 11-13 сентября была напечатана брошюра, в которой вышли стихи Александра Пушкина «Клеветникам России» и «Бородинская годовщина» и Василия Жуковского «Старая песня на новый лад», также взятие Варшавы одобрили Фёдор Тютчев и Алексей Хомяков. Вскоре после этого царь практически распустил Царство Польское: его конституция была отменена, правительство передано русским чиновникам, а Варшавский университет закрыт.
Весть о падении Варшавы распространилась быстро. Пребывавшее под давлением польских эмигрантов и оппозиции французское правительство почувствовало облегчение: министр иностранных дел Франции Орас Себастьяни заявил Палате депутатов, что «теперь в Варшаве царит порядок». Эта фраза стала одним из самых известных комментариев по поводу падения Варшавы, позже её часто высмеивали сторонники польского вопроса. Захват города русскими в 1831 году вызвал волну симпатий к полякам. Несколько городов в США проголосовали за изменение своего названия на Варшаву после известий о тамошнем сражении, включая штаты Вирджиния и Кентукки.
Вскоре после сражения, в декабре 1831 г., царские власти наградили солдат медалью «„За взятие приступом Варшавы“». Рядом с бывшей 54-й крепостью был установлен памятник «Усмирителям Варшавы», который был снесён после обретения Польшей независимости в 1918 году. В настоящее время на этом месте сейчас стоит послевоенный памятник Юлиану Ордону и его солдатам. Планируется перенести памятник ближе к месту редута.
Варшавская битва увековечена на Могиле неизвестного солдата надписью «WARSZAWA 6-8 IX 1831».